# Josip Crnobori
Josip Crnobori (Banjole, 22. listopada 1907. – Zagreb, 12. kolovoza 2005.), bio je hrvatski slikar, koji je veći dio svog života proveo u emigraciji.

## Životopis
Obitelj mu se preselila 1915. u okolicu Beča gdje je pohađao pučku školu, 1918. obitelj se vratila u Istru, gdje je nastavio pohađati talijansku školu, 1920. odlazi u Karlovac u Istarski internat, u Karlovcu pohađa gimnaziju.
S familijom se 1925. seli u Zagreb tu završava gimnaziju 1928. /29. Nakon toga upisuje Akademiju likovnih umjetnosti u Zagrebu studij slikarstva kod Tomislava Krizmana i Maksimilijana Vanke. Akadamiju završava 1936. u klasi profesora Marina Tartaglie.
Prvu samostalnu izložbu ima 1937. u salonu Urlich u Zagrebu.  Nakon toga sudjeluje 1938. godine na velikoj izložbi Pola vijeka hrvatske umjetnosti, u Paviljonu Meštrović (Zagreb).
Odmah na početku rata izlaže s tadašnjom hrvatskom likovnom reprezentacijom (Bruno Bulić, Antun Augustinčić, Jozo Kljaković, Slavko Kopač, Miroslav Kraljević, Ivan Meštrović, Antun Mezdjić, Antun Motika, Juraj Plančić, Josip Račić, Ivo Režek, Slavko Šohaj, Emanuel Vidović) na posljednjem ratnom Venecijanskom bijenalu - 1942.
Za vrijeme Nezavisne države Hrvatske izlaže na skupnim izložbama hrvatskih slikara u Berlinu, Beču i Bratislavi. Naslikao je portret poglavnika Ante Pavelića na zahtjev tadašnjih vlasti, ali mu je rad odbijen kako je sam izjavio, to mu je nakon rata donijelo velike nevolje.
Po završetku Drugog svjetskog rata Crnobori 1946., bježi u Italiju iz tadašnje novoustanovljene FNR Jugoslavije. Luta i izlaže po Italiji, druži se sa Zoranom Mušićem u Veneciji. 
1947. odlazi roditeljima u Argentinu, gdje ostaje sve do 1978. kad se seli u New York. Tu slika za Metropolitan Operu portret Milke Trnine.
Crnobori se vratio u Hrvatsku 1999., nakon što mu je 1998. priređena velika izložba u Klovićevim dvorima u Zagrebu - Povratak slikara. Nakon toga je umro u Zagrebu 2005. u dobi od 98 godina.

## Vanjske poveznice
- Zbirka Josip Crnobori, Donacije gradu Zagrebu